# أثوارا
بلدية زوارة (بالإسبانية: Azuara) هي بلدية تقع في مقاطعة سرقسطة التابعة لمنطقة أراغون شمال شرق إسبانيا.

## الديموغرافيا
بلغ عدد سكان بلدية زوارة 702 نسمة عام 2011 (وفقاً للمعهد الوطني الإسباني للإحصاء).
| 759 | 723 | 674 | 643 | 674 | 710 | 702 |